# Arisaema flavum
Arisaema flavum là một loài thực vật có hoa trong họ Ráy (Araceae). Loài này được (Forssk.) Schott mô tả khoa học đầu tiên năm 1860.

## Hình ảnh

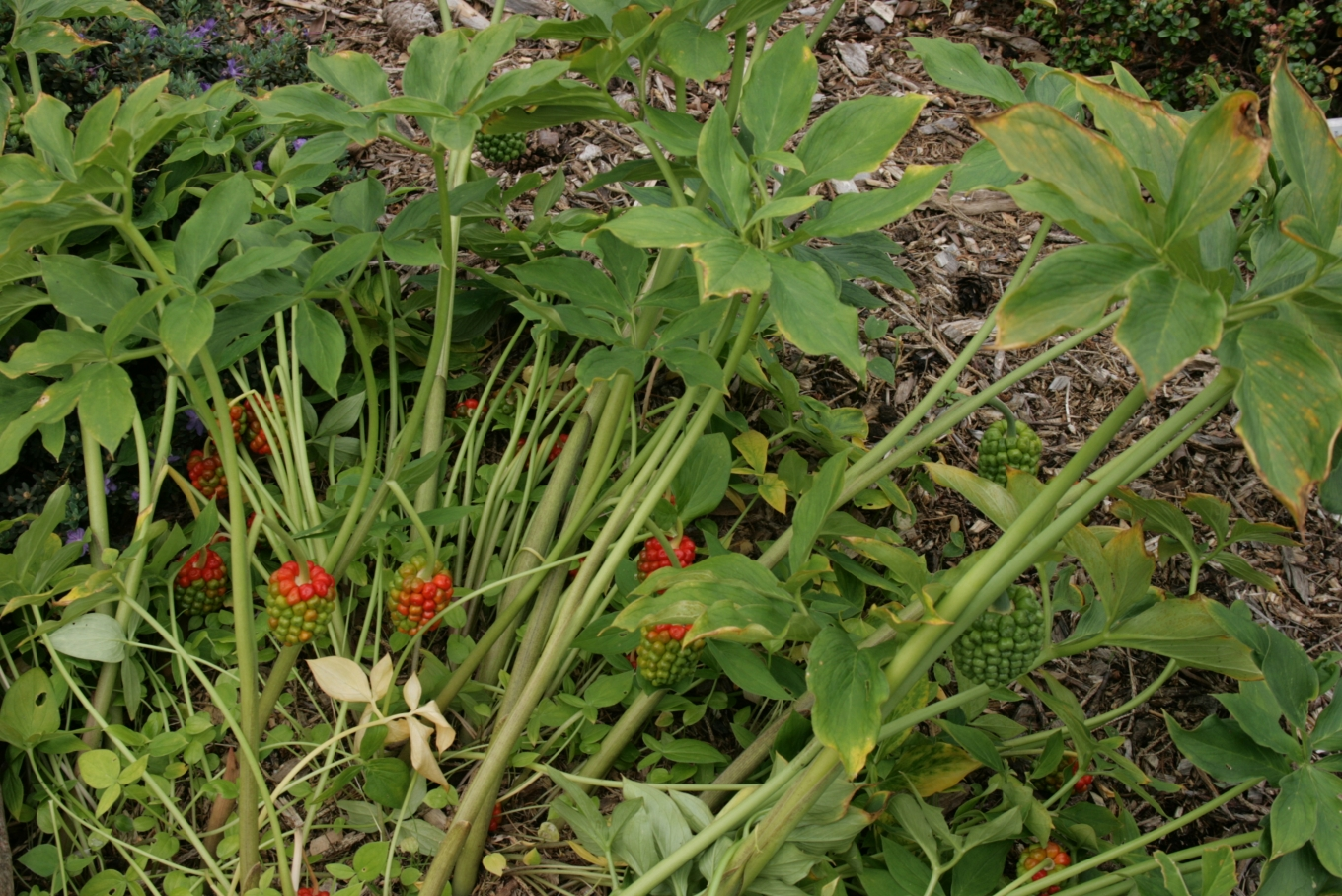